# Анец
Анец (фр. Anetz) насеље је и општина у западној Француској у региону Лоара, у департману Атлантска Лоара која припада префектури Ансани.
По подацима из 2011. године у општини је живело 1.944 становника, а густина насељености је износила 131,09 становника/km². Општина се простире на површини од 14,83 km². Налази се на средњој надморској висини од 14 метара (максималној 32 m, а минималној 7 m).

## Демографија
| 1962. | 1968. | 1975. | 1982. | 1990. | 1999. | 2011. |
| ----- | ----- | ----- | ----- | ----- | ----- | ----- |
| 604   | 687   | 955   | 1.211 | 1.285 | 1.367 | 1.944 |